# Arzneipflanzengarten (Braunschweig)
Der Arzneipflanzengarten in Braunschweig ist ein Apothekergarten der Technischen Universität Braunschweig mit einem Überblick über mehr als 200 Arznei- und Giftpflanzen. Der Garten an der Mendelssohnstraße auf dem Campus Ost im Neuen Hochschulviertel ist öffentlich und kostenlos zu bestimmten Öffnungszeiten zugänglich.

## Beschreibung
Auf einer Fläche von etwa 2000 m² findet sich heute ein Überblick über etwa 200 heimische und in Europa kultivierbare Arznei-, Gewürz- und Giftpflanzen. Diese sind nach den Wirkstoffen geordnet und mit Namen gekennzeichnet. Zudem findet sich dort eine Sammlung mit Färberpflanzen.
Der Garten verfügt über Beete, die nach Inhaltsstoffen bepflanzt wurden, die sich beispielsweise positiv auf die Herzfunktion auswirken oder ätherische Öle enthalten. Die Pflanzen wachsen in naturnahen Gesellschaften wie einer Feuchtwiese mit Teich. Im Eingangsbereich befinden sich mediterrane Gehölze. Die Beete sind mit Tafeln versehen, die kurze Beschreibungen zur Herkunft, den enthaltenen Wirkstoffe oder zur Verwendung der jeweiligen Pflanze enthalten. Um den Teich herum befinden sich ein Heidegarten, ein Steingarten, einer Magerwiese und ein Feld für Versuchspflanzen. Im Erweiterungsteil wurde ein kleines Freilufttheater errichtet.

## Geschichte
Der Arzneipflanzengarten wurde für die Studenten der Pharmazie eingerichtet. Der Garten entstand nach der Fertigstellung des Pharmaziezentrums 1981. Im Winter 1981/1982 wurde das Gewächshaus in Betrieb genommen und 1984 wurde die Fläche für die Bepflanzung vorbereitet und die Hauptwege angelegt. 1985 konnten finanzielle Mittel für den Arzneipflanzengarten erworben werden und ein Gärtner eingestellt werden. Daraufhin wurden die ersten Arzneipflanzen aus dem Botanischen Garten umgesiedelt. Weitere Pflanzen erhielt man aus Bonn, Münster und Würzburg. Zudem kamen Pflanzen aus Wildstandorten hinzu. 1990 folgte eine Ergänzung durch die historischen Gärten, bestehend aus dem Hortulus (Kräutergarten) nach dem Vorbild des Liber de cultura hortorum aus dem Benediktinerkloster der Insel Reichenau, dem Wurzgarten aus der Renaissance, dem Arzneigarten nach dem Vorbild von Pfarrer Müller aus Stetten und dem Apothekergarten zum gewerblichen Anbau aus dem 19. Jahrhundert.